# Trachymyrmex saussurei
Trachymyrmex saussurei is een mierensoort uit de onderfamilie van de Myrmicinae. De wetenschappelijke naam van de soort is voor het eerst geldig gepubliceerd in 1885 door Forel.